# Delphinium oxysepalum
Delphinium oxysepalum är en ranunkelväxtart. Delphinium oxysepalum ingår i släktet storriddarsporrar, och familjen ranunkelväxter.

## Underarter
Arten delas in i följande underarter:
- D. o. oxysepalum
- D. o. spectabile

## Bildgalleri

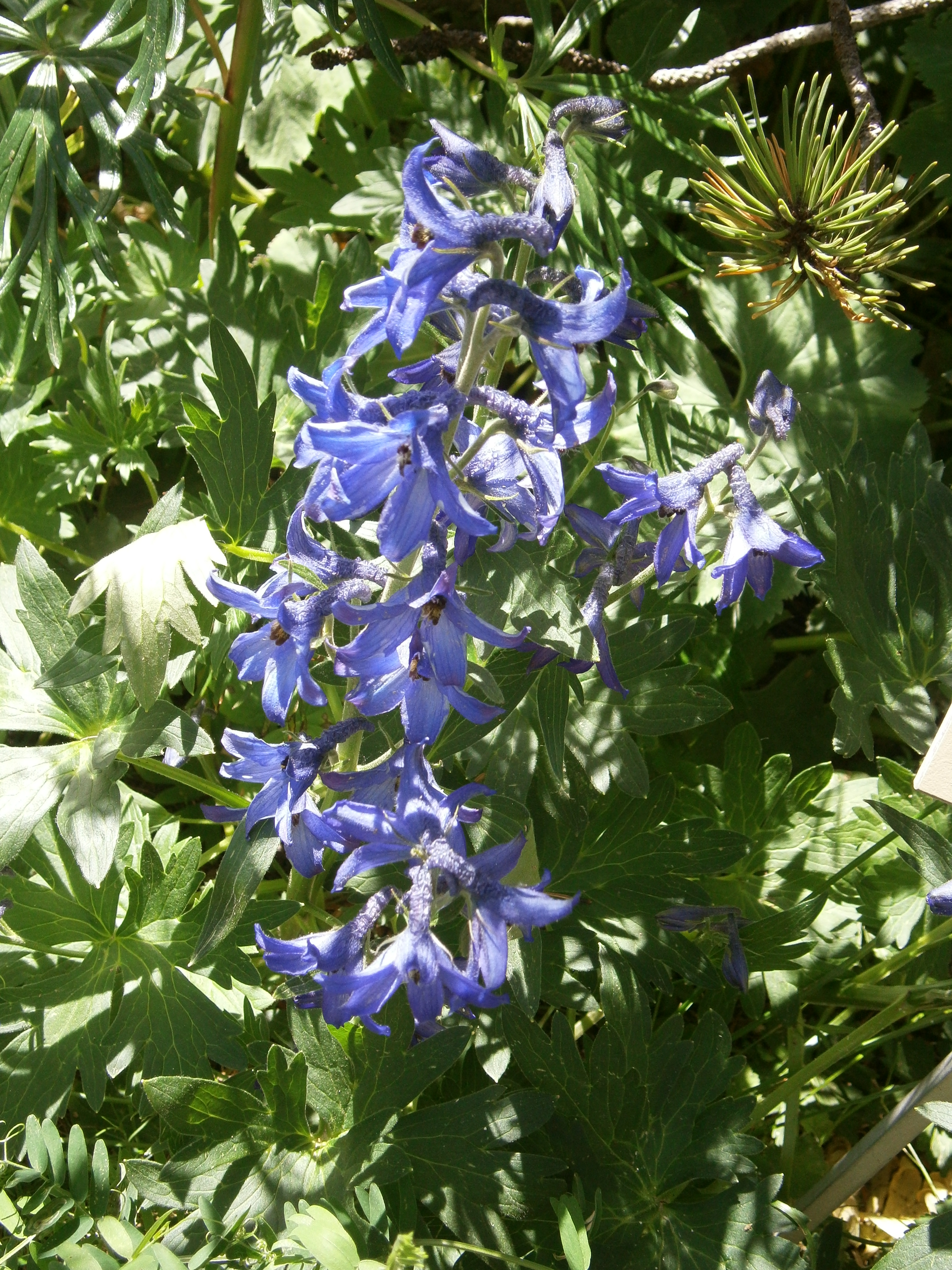
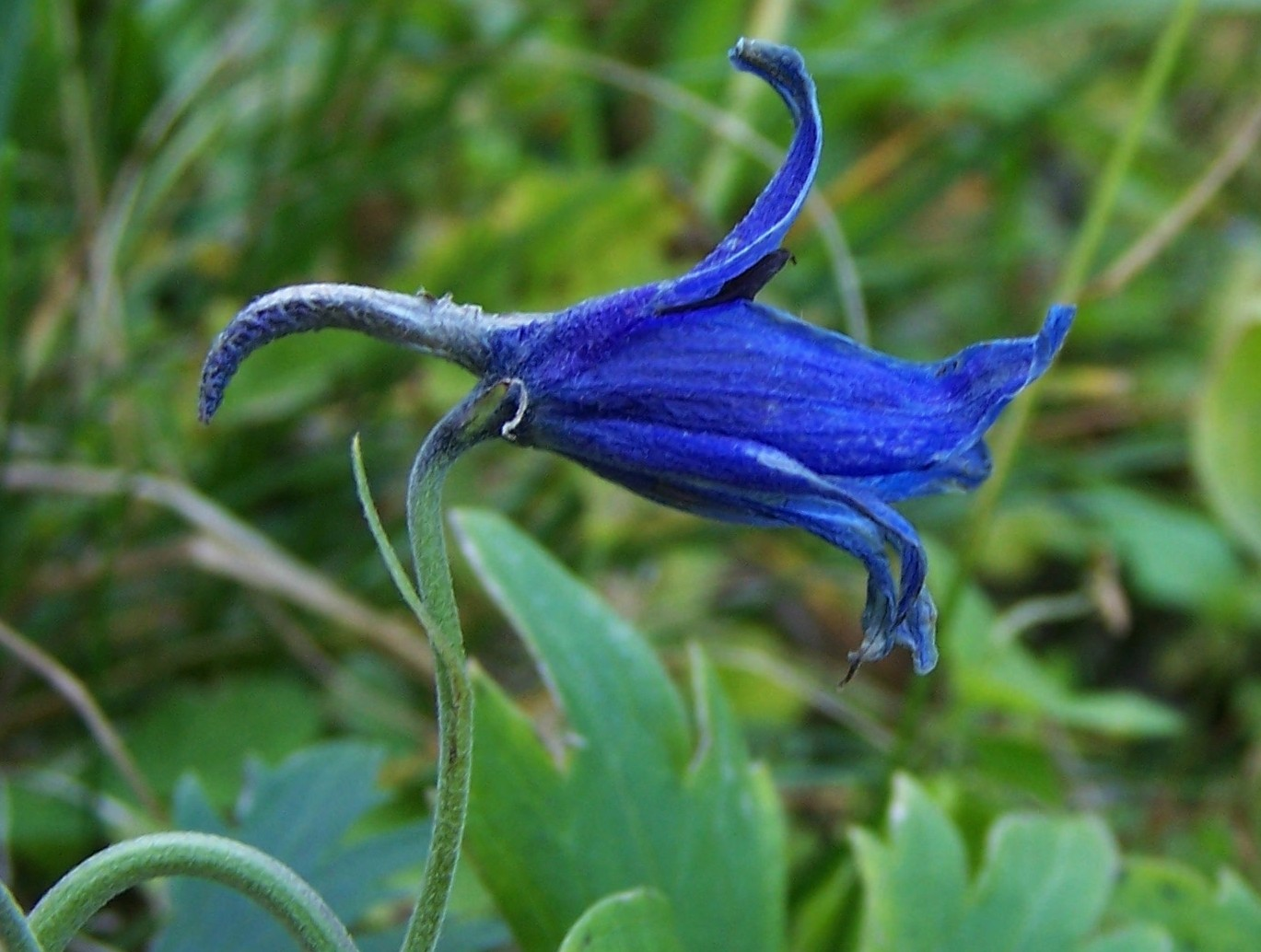
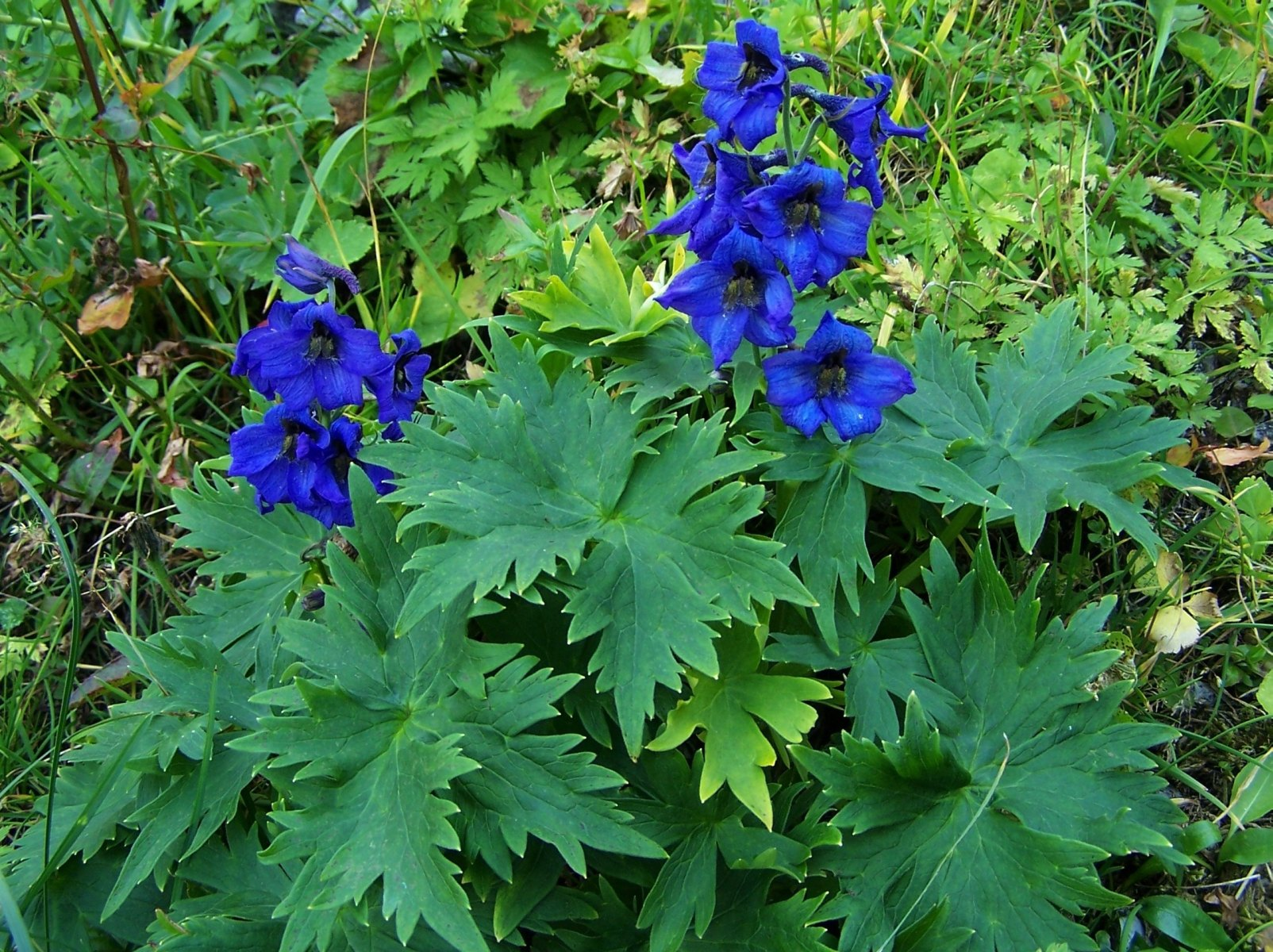
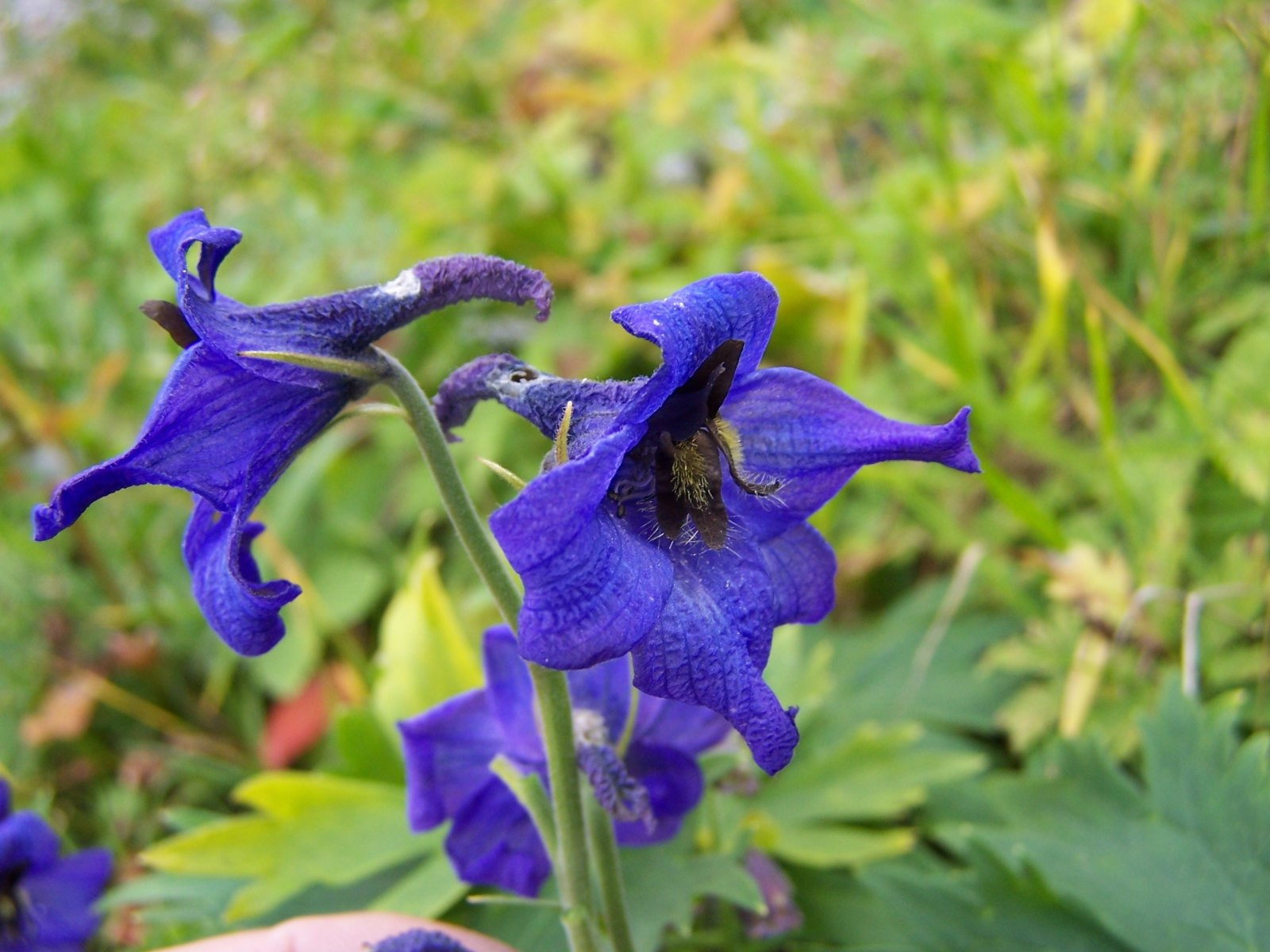